# Postmedia Network
 (mars 2023).
Postmedia Network Inc. est un groupe de presse canadien fondé en 2010.  
Il détient le National Post et le Financial Post.  Au niveau des provinces, il détient plus de 30 journaux dont Montreal Gazette, Ottawa Citizen, Vancouver Sun, Ottawa Sun, Edmonton Journal, Edmonton Sun, Toronto Sun, Calgary Sun,  Windsor Star, Calgary Herald, The Province, London Free Press.
Post Media est contrôlé par le fonds américain Chatham Asset Management.  
Son actionnaire est réputé très proche du parti républicain américain. 
Le siège se trouve à Toronto.  

## Histoire
Le groupe a été fondé par Paul Godfrey, ancien dirigeant du quotidien conservateur National Post. 
Sa création fait suite à la faillite du groupe de médias Canwest, et à l'acquisition de sa division presse écrite par Paul Godfrey. Godfrey a obtenu le soutien financier de l'entreprise d'investissement américaine Golden Tree Asset Management, ainsi que celui d'autres investisseurs. Le montant de l'acquisition, qui a eu lieu le 13 juillet 2010, s'est élevé à 1,1 milliard de dollars. La nouvelle société comptait plus de 5 500 salariés en 2010.
En mars 2018, des perquisitions sont effectuées dans les locaux de Postmedia et de l'autre grand groupe de presse Torstar. Le Bureau de la concurrence annonce enquêter « sur des allégations de comportements anticoncurrentiels et recueille actuellement des preuves pour établir les faits entourant ce complot allégué ».

## Liste des actifs

### Publicité
- The Flyer Force
- Go!Local

### Presse écrite

#### Journaux
- National Post
- Calgary Herald
- Edmonton Journal
- Montreal Gazette
- Regina Leader-Post
- Ottawa Citizen
- The StarPhoenix
- Times-Colonist
- Windsor Star
- Pacific Press Newspaper Group Inc.
  - The Vancouver Sun
  - The Province
- The Van Net Newspaper Group
  - Abbotsford/Mission Times
  - Burnaby Now
  - Chilliwack Times
  - Coquitlam Now
  - Delta Optimist
  - Maple Ridge/Pitt Meadows Times
  - New Westminster Record
  - North Shore News
  - Richmond News
  - Surrey Now
  - Vancouver Courier
- Vancouver Island Newspaper Group Inc.
  - Alberni Valley Pennyworth
  - Alberni Valley Times
  - Campbell River Courier Islander
  - Comox Valley Echo
  - Cowichan Valley Citizen
  - Harbour City Star
  - Nanaimo Daily News
  - Oceanside Star
  - Tofino-Ucluelet Westerly
- Autres journaux communautaires
  - The Kingsville Reporter
  - LakeShore News
  - LaSalle Post
  - Shoreline Week
  - The Tilbury Times
  - Windsor Parent

#### Magazines
- Financial Post Business
- Living Windsor
- Swerve
- TVtimes

#### En ligne
- Canada.com
- celebrating.com
- connecting.com
- Dose.ca
- driving.ca
- househunting.ca
- remembering.ca
- shoplocal.ca
- working.com
- FPInfomart.ca
- En outre, Posrmedia Network possède tous les sites Web associés à toutes les propriétés énumérées sur cette page, en tout ou en partenariat.

### Logiciel
- QuickTrac
- QuickWire

### D'autres propriétés
- Postmedia News